# Джексон (Каліфорнія)
Джексон (англ. Jackson, раніше Botilleas, Botilleas Spring, Bottileas, Bottle Spring, і Botellas)) — місто (англ. city) в США, в окрузі Амадор штату Каліфорнія, адміністративний центр округу. Населення — 5019 осіб (2020).
У межах міста проходять автомагістралі SR 49 та SR 88.

## Географія

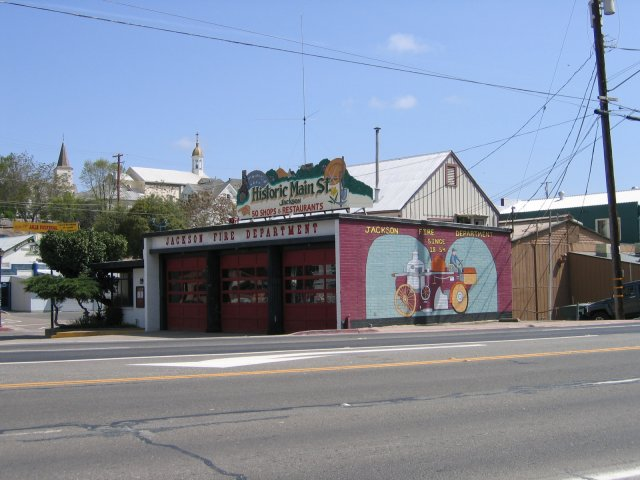
Історична пожежна частина Джексона

Джексон розташований за координатами 38°20′54″ пн. ш. 120°46′21″ зх. д. / 38.34833° пн. ш. 120.77250° зх. д. (38.348454, -120.772366).  За даними Бюро перепису населення США в 2010 році місто мало площу 9,66 км², уся площа — суходіл.
Висота центру населеного пункту — 371 метр над рівнем моря. Територію міста перетинає струмок Джексон-Крік. По всій території Джексона трапляються алювіальні відкладення.

## Демографія
Згідно з переписом 2010 року, у місті мешкала 4651 особа в 2065 домогосподарствах у складі 1214 родин. Густота населення становила 481 особа/км².  Було 2309 помешкань (239/км²).
Расовий склад населення:
| - 87,9 % — білих - 2,0 % — корінних американців - 1,3 % — азіатів - 0,7 % — чорних або афроамериканців - 0,1 % — вихідців з тихоокеанських островів - 4,0 % — осіб інших рас |

До двох чи більше рас належало 4,0 %. Частка іспаномовних становила 11,2 % від усіх жителів.
За віковим діапазоном населення розподілялося таким чином: 20,3 % — особи молодші 18 років, 54,5 % — особи у віці 18—64 років, 25,2 % — особи у віці 65 років та старші. Медіана віку мешканця становила 46,0 року. На 100 осіб жіночої статі у місті припадало 84,1 чоловіків;  на 100 жінок у віці від 18 років та старших — 79,4 чоловіків також старших 18 років.
Середній дохід на одне домашнє господарство  становив 61 593 долари США (медіана — 43 689), а середній дохід на одну сім'ю — 77 541 долар (медіана — 53 854). Медіана доходів становила 50 000 доларів для чоловіків та 39 500 доларів для жінок. За межею бідності перебувало 14,3 % осіб, у тому числі 26,1 % дітей у віці до 18 років та 4,6 % осіб у віці 65 років та старших.
Цивільне працевлаштоване населення становило 1647 осіб. Основні галузі зайнятості: мистецтво, розваги та відпочинок — 25,7 %, освіта, охорона здоров'я та соціальна допомога — 24,5 %, роздрібна торгівля — 10,8 %, публічна адміністрація — 10,5 %.